# Helicoplan
Die Helicoplan war ein fünfsitziger Eindecker des Russen Boris Luzki. Er wurde 1909 bei der Daimler-Motoren-Gesellschaft im Werk Untertürkheim gebaut.

## Geschichte
Der Helicoplan entstand nach Überlegungen des russischen Automobil- und Motoren-Ingenieurs Boris Luzki. Der Flugapparat war für vertikale Starts und Landungen vorgesehen und verfügte für den Reiseflug über normale Tragflächen. Neben dem Piloten sollten im Rumpf 3–4 weitere Personen Platz finden. Als Antrieb dienten zwei gekoppelte 55-PS-Daimler-D4F-Flugmotore, die ebenfalls im Rumpf untergebracht waren und über einen Fernantrieb einen Propeller an der Rumpfnase sowie zwei schwenkbare Propeller an den Flügeln antrieben.
Luzki entwickelte den Helicoplan, während er bei der Daimler-Motoren-Gesellschaft in Untertürkheim als Automobil-Konstrukteur tätig war. Da DMG inzwischen in der Flugmotoren-Entwicklung tätig war und an Versuchsträgern für ihre Flugmotore interessiert war, wurde der Helicoplan in den Werkstätten der DMG in Untertürkheim nach seinen Unterlagen gebaut. Der Helicoplan war das erste bei der DMG gebaute Flugzeug. Der Helicoplan flog erstmals 1909 in Untertürkheim und ging 1910 bei Versuchsflügen in Stuttgart verloren. Die geplante weitere Zusammenarbeit zwischen DMG und Luzki bei Flugapparaten scheiterte an der Verfügbarkeit leistungsstärkerer Daimler-Flugmotore. Die DMG nahm einen eigenen Flugzeugbau erst 1915 im neuen Werk in Sindelfingen auf.

## Technische Daten
| Kenngröße             | Daten                               |
| --------------------- | ----------------------------------- |
| Besatzung             | 5                                   |
| Rumpflänge            |                                     |
| Rumpfhöhe             |                                     |
| Spannweite            | 13,80 m                             |
| Flügelfläche          |                                     |
| Leermasse             | ca. 1000 kg                         |
| Startmasse            |                                     |
| Höchstgeschwindigkeit |                                     |
| Reichweite            |                                     |
| Triebwerke            | zwei Daimler D4F, 55 PS (ca. 40 kW) |